# ده زيارت (توجردي)
ده زیارت (بالفارسية: ده زیارت) هي قرية تقع في إيران في قسم توجردي الريفي. يقدر عدد سكانها بـ 507 نسمة بحسب إحصاء 2016.